# Tapijtenmuseum

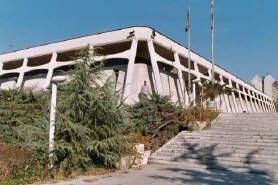
Tapijtenmuseum, Teheran

Het Tapijtenmuseum is een museum in de Iraanse hoofdstad Teheran.
Met de bouw van het museum werd in 1976 begonnen, waarna het op 12 februari 1978 werd geopend. Er wordt een variëteit aan Perzische tapijten uit heel Iran tentoongesteld, daterend van de 17de eeuw tot en met hedendaagse. Het initiatief en eerste ontwerp kwamen van de laatste Perzische sjah, Farah Pahlavi.
De tentoonstellingshal, ontworpen door Abdol-Aziz Mirza Farmanfarmaian, is 3400 vierkante meter groot en de bibliotheek van het museum bevat 7000 boeken. De buitenkant ziet eruit als een tapijtweefgetouw. 